# آر-تايب 2
آر-تايب 2 (بالإنجليزية: R-Type II)‏، هي لعبة فيديو يابانية من نوع إطلاق النيران ثنائي الأبعاد، وهي من تطوير ونشر إريم، وهي الجزء الثاني من سلسلة آر-تايب، حيث تعمل على 17 منصة، ومن بينها الآركيد وبلاي ستيشن وبلاي ستيشن 4 وإكس بوكس 360 ومنصة ستيم للحاسب الشخصي ونينتندو سويتش.